# 모함메드 알와케드
모함메드 아흐메드 알와케드(아랍어: محمد أحمد الواكد, Mohammed Ahmed Al-Waked, 1991년 12월 31일 ~ )는 사우디아라비아의 축구 선수로 포지션은 골키퍼이다.

## 수상

### 클럽
알힐랄
- 사우디 프로 리그 : 2016–17, 2017–18, 2019–20
- 국왕컵 : 2015년, 2017년
- 사우디 크라운 프린스컵 : 2012–13, 2015–16
- 사우디 슈퍼컵 : 2015, 2018
- AFC 챔피언스리그 : 2019, 2021